# Pitias de Aso
Pitias de Aso (en griego antiguo Πυθιάς / Puthiás) o Pitias la Vieja, fue una bióloga y embrióloga griega. Fue la sobrina, hermana o hija adoptiva de Hermias de Atarneo, y la primera mujer de Aristóteles.

## Vida personal y familia
Su fecha de nacimiento es incierta, pero la mayor parte de su trabajo tuvo lugar en torno al 330 a. C. y murió en Atenas aproximadamente poco después del 326 a. C. Probablemente Aristóteles se casó con Pitias durante su estancia en Aso entre el 347 a. C. hasta el 345-4 a. C. o tras la muerte de Hermias en 341-340 a. C. Parece ser que el matrimonio fue feliz.
Pitias y Aristóteles tuvieron una hija, Pitias la Joven, antes del 337 a. C. Es posible que ella muriera por este periodo también.
Tras su muerte, Aristóteles tomó como concubina a su sirvienta Herpilis, con quien tuvo a su hijo Nicómaco. Aristóteles en su testamento pidió ser enterrado al lado de ella.

## Trabajos en biología
Se cree que Pitias trabajó con su marido, Aristóteles, en una enciclopedia a partir del material que recogieron durante su luna de miel en Mitilene. Hizo una gran colección de especímenes vivos. Kate Campbell Hurd-Mead sugiere que la pareja colaboró en el estudio de la embriología.